# Sjagal - Malevitj
Sjagal - Malevitj (russisk: Шагал — Малевич) er en russisk spillefilm fra 2014 af Aleksandr Mitta.

## Medvirkende
- Leonid Bitjevin - Marc Chagall
- Christina Schneider - Bella Rosenfeld
- Anatolij Belyj - Kazimir Malevitj
- Semjon Sjkalikov - Naum
- Dmitrij Astrakhan - Rebbe Aizik